# Rio Corbu (Bistriţa)
O Rio Corbu é um rio da Romênia, afluente do Bistricioara, localizado no distrito de Harghita.